# Lijst van Tweede Kamerleden voor de HGSP
Een overzicht van alle voormalige Tweede Kamerleden voor de Hervormd-Gereformeerde Staatspartij (HGSP).
| Tweede Kamerlid         | Begindatum        | Einddatum      |
| ----------------------- | ----------------- | -------------- |
| Casper Andries Lingbeek | 15 september 1925 | 9 januari 1932 |
| Casper Andries Lingbeek | 9 mei 1933        | 7 juni 1937    |
| Bate Gerrit Peereboom   | 18 mei 1932       | 8 mei 1933     |